# Ярёменко, Василий Макарович
Василий Макарович Ярёменко (21 марта 1914, Полтавская область, Российская империя— 3 марта 1990) — передовик советской пищевой промышленности, директор Уссурийского масложиркомбината Министерства пищевой промышленности РСФСР, Приморский край, Герой Социалистического Труда (1971).

## Биография
Родился 21 марта 1914 году на территории современной Полтавской области украинской крестьянской семье. Завершил обучение сельской школе, затем прошёл обучение в агропедагогическом техникуме. Два года отработал педагогом, а затем стал получать высшее образование в Краснодарском политехническом институте пищевой промышленности. Завершив обучение в институте был направлен на работу в далекий дальневосточный город Ворошилов (с 1957 года – Уссурийск) Приморского края. 
В конце марта 1942 года отправился в город Уссурийск, где был трудоустроен на масложировой комбинат. Стал трудиться дежурным инженером гидрогенизационного завода, а затем главным инженером комбината. С 1957 по 1976 годы был назначен и стал работать директором Уссурийского масложирового комбината. 
Выполняя обязанности директора комбината, вывел его на уровень ведущих предприятий в городе. За высокие трудовые достижения по итогам семилетнего плана (1959-1965) награжден орденом Ленина.
За выдающиеся успехи, достигнутые в выполнении заданий пятилетнего плана по развитию пищевой промышленности, Указом Президиума Верховного Совета СССР от 26 апреля 1971 года Василию Макаровичу Ярёменко было присвоено звание Героя Социалистического Труда с вручением ордена Ленина и золотой медали «Серп и Молот».
Избирался депутатом Приморского краевого и Уссурийского городского Советов депутатов, членом Уссурийского горкома КПСС и горисполкома.
В 1976 году вышел на заслуженный отдых. 2 декабря 1982 года был удостоен звания Почётный гражданин Уссурийска.
Проживал в Уссурийске Приморского края. Умер 3 марта 1990 года. Похоронен на городском кладбище.

## Награды
За трудовые успехи удостоен:
- золотая звезда «Серп и Молот» (26.04.1971)
- два ордена Ленина (21.07.1966, 26.04.1971)
- другие медали.
- Почётный гражданин города Уссурийска (02.12.1982).